# Alpha Denshi
Alpha Denshi Corporation (アルファ電子株式会社?), nota anche come Alpha Denshi Kabushiki, era una software-house giapponese dedita allo sviluppo di videogiochi, fondata nel 1980 e fallita nel 2003.
L'azienda era specializzata nella produzione di videogiochi arcade e videogiochi per console domestiche.

## Storia
La Alpha Denshi nacque nel luglio del 1980 ad Ageo, nella prefettura di Saitama, come una software house indie dedita allo sviluppo di videogiochi arcade.
I primi giochi che sviluppò erano inerenti agli scacchi e al mahjong.
Lavorò per terze parti di rilievo come Banpresto, Tecmo e SEGA e grazie a queste grandi aziende vide pubblicati giochi come Exciting Soccer e Sky Adventure.
Nei primi anni novanta la ADK iniziò a lavorare a tempo pieno per la SNK arrivando a produrre i suoi giochi di maggior successo, tra questi la serie World Heroes, Magician Lord e Aggressors of Dark Kombat.

Il suo ultimo gioco su piattaforma Neo Geo fu Twinkle Star Sprites.
Nel 2000 l'azienda andò in bancarotta e quindi in fallimento, al quale seguirà quello della SNK, poi rifondata come "SNK Playmore" e detentrice dei diritti su giochi e personaggi creati dalla Alpha Denshi.
Nel 2003 i diritti sul marchio "ADK" sono stati acquisiti dalla Asatsu-DK, agenzia pubblicitaria di Tokyo.

## Lista dei titoli rilevanti
- la serie Shougi (1982), videogiochi arcade di scacchi
- la serie Champion Baseball (1982), videogiochi arcade di baseball
- la serie Exciting Soccer (1983), videogiochi arcade di calcio
- Bull Fighter (1984), videogioco arcade di hockey sul ghiaccio
- Kyros (1987), picchiaduro a scorrimento verticale
- Gang Wars (1989), picchiaduro a scorrimento multidirezionale
- Sky Adventure (1989), sparatutto con aerei
- Blue's Journey (1990), videogioco a piattaforme con elementi rpg
- Magician Lord (1990), run and gun in tema fantasy
- Ninja Combat (1990) e Ninja Commando (1992), sparatutto con ninja
- la serie World Heroes (1992), picchiaduro ad incontri con personaggi ispirati ad eroi della storia
- Aggressors of Dark Kombat, picchiaduro versus
- Thrash Rally (1991), videogioco di rally
- Over Top (1996), videogioco di corse
- Ninja Master's (1996), picchiaduro ambientato nel Giappone feudale
- Twinkle Star Sprites (1996), gioco sparatutto fantasy in stile Mahō shōjo